# ミロエストロール
ミロエストロール（miroestrol）は、植物由来の化学物質（フィトケミカル）で女性ホルモンエストロゲンの生理活性をミミックする植物エストロゲンの一つ。ミロエストロールは最初1940年に、タイの薬草kwao keur 〔プエラリア (Pueraria mirifica)〕 から単離され、この植物の回春薬としての効能の原因物質であると考えられた。相対立体配置を含む化学構造は、1960年にX線結晶構造解析によって決定された。しかしながら、より最近の研究では、活性成分は実際にはミロエストロールの類縁体であるデオキシミロエストロールであること、報告にあったミロエストロールは単離手順の際の人為的な影響によって生成したに過ぎないことが示唆されている。デオキシミロエストロールは空気中の酸素に曝されると、ミロエストロールへと変換される。

## 植物エストロゲン作用
植物エストロゲンのエストロゲン作用の比較実験では、デオキシミロエストロールは、クメストロールなどの既知の植物エストロゲンと同様の活性を示すが、ミロエストロールの活性は著しく弱いことが明らかにされている。これらのエストロゲン活性のため、ミロエストロールやデオキシミロエストロール、その他の類縁体は全合成を含む科学研究の標的となっている。

## ヒトでのエストロゲン活性

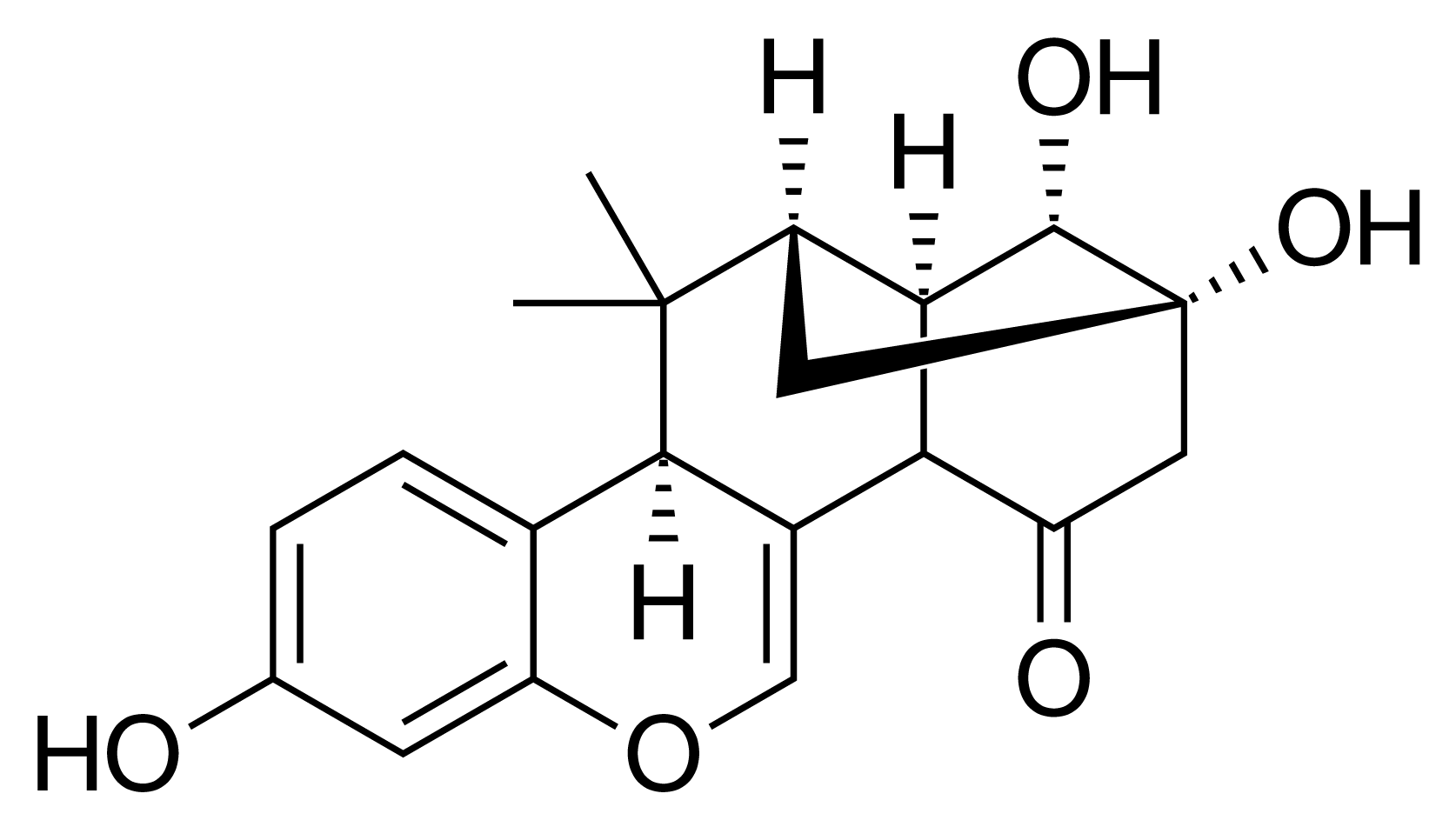
デオキシミロエストロールの化学構造

2000年千葉大学薬学部の石川勉らが、ヒト乳がん細胞を用いてエストロゲン活性を検討した。単離されたデオキシミロエストロールは、化学式C20H22O5に一致すること、並びにヒト乳がん細胞において強いエストロゲン活性を確認した。なおミロエストロールはデオキシミロエストロール単離の際にエタノール中に暴露されていた過程で脱酸化して合成される非天然成分であり、デオキシミロエストロールがプエラリアの有効成分であると考察をつけた。

## 応用製品
ミロエストロールを含むと報告されているプエラリア (Pueraria mirifica) の抽出物は、女性の豊胸効果を謳った栄養補助食品（サプリメント）として市販されている。しかしながら、そのような主張に対する人体実験のような科学的根拠はない。アメリカ合衆国の連邦取引委員会 (Federal Trade Commission) はこれらの不正な主張を行う製造会社に対して法的措置を取っている。